# Lasiodora parahybana
Lasiodora parahybana, in het Nederlands soms bekend als de Braziliaanse zalmroze vogelspin, is een bodembewonende, zwarte vogelspin die afkomstig is uit de steppen van Oost-Brazilië. Het is een populaire vogelspinnensoort om te houden in een terrarium, alhoewel wordt afgeraden aan de beginners om er een in huis te nemen. De soort is erg snel, wordt vrij groot en kan redelijk agressief uit de hoek komen. Bovendien werpen ze brandharen af, wanneer ze zich in het nauw gedreven voelen. Deze brandharen zijn zeer sterk irriterend voor de huid, de ogen en de luchtwegen. Ze zullen enkel bijten als dat echt nodig is. Wanneer dat gebeurt, kunnen de cheliceren (gifkaken), die tot 2,5 cm lang kunnen worden, heel wat verwondingen aanbrengen, ook bij de mens.
De kleur van de spin is veel zwart, maar ze heeft, verspreid over het lichaam, roze haartjes. De spinnen worden zo'n 20 cm lang (inclusief poten), hoewel exemplaren van 25 cm geen uitzondering vormen. Het is de op twee na grootste vogelspin ter wereld, na de goliathvogelspin (Theraphosa blondi) en Theraphosa apophysis. Volwassen vrouwtjes kunnen tot 100 gram wegen. Ze groeien bijzonder snel.

## Voedsel
Deze spinnensoort is een echte veelvraat: ze eten zowat alles wat ze krijgen voorgeschoteld. Van kleine kevers, kleine knaag- en andere zoogdieren tot zelfs gifslangen.

## Terrarium
Lasiodora parahybana heeft een vrij groot territorium: het terrarium moet minstens een oppervlakte hebben van 80 bij 40 centimeter. De luchtvochtigheidsgraad moet rond de 65% liggen en de temperatuur moet 23 tot 25 °C bedragen.

## Afbeeldingen

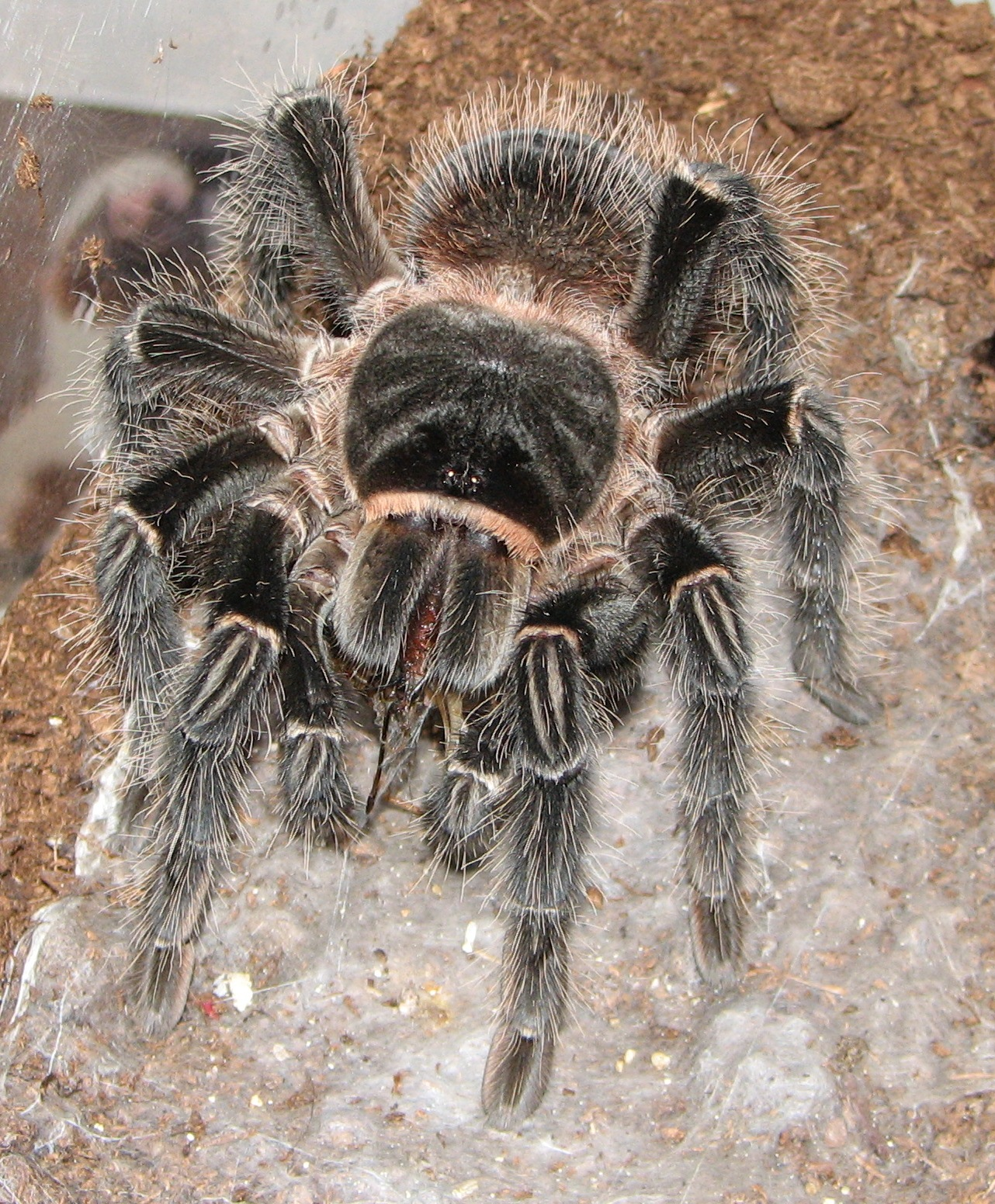
Juveniele L. parahybana tijdens het eten van krekels
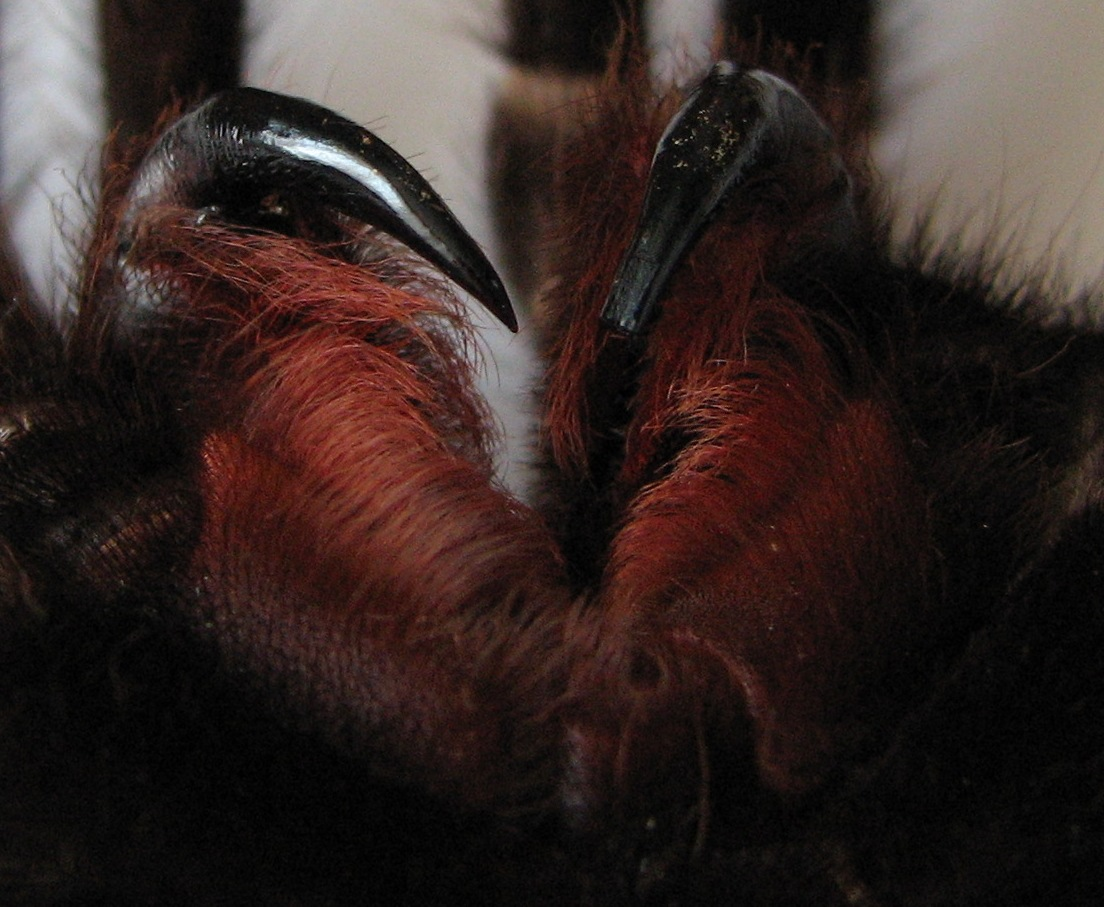
Close-up van de cheliceren (gifkaken) van L. parahybana